# 신녕 윤씨
신녕 윤씨(新寧尹氏)는 경상북도 영천시 신녕면을 본관으로 하는 한국의 성씨이다. 시조는 조선의 문신인 윤자임(尹自任)이다.

## 참고 자료
- “신녕윤씨(新寧尹氏)”. 뿌리를 찾아서.[깨진 링크(과거 내용 찾기)]